# Route 408 (Terre-Neuve-et-Labrador)
Pour les articles homonymes, voir Route 408.
La route 408 est une courte route tertiaire de la province de Terre-Neuve-et-Labrador d'orientation nord-sud située dans le sud-ouest de l'île de Terre-Neuve, 15 kilomètres à l'ouest de Channel-Port aux Basques. Elle est une route très faiblement empruntée, reliant la Route Transcanadienne, la route 1, à Cape Ray. Elle est nommée Cape Ray Road, mesure 3 kilomètres, et est une route asphaltée sur l'entièreté de son tracé. Elle est aussi la plus courte route provinciale de Terre-Neuve-et-Labrador.

## Communautés traversées
- Cape Ray